# Røsken
En røsken er et lille typografisk ornament, der kan benyttes i den løbende sats, men også kan anvendes alene eller kombineres til en mønstret baggrund.
Ordet røsken kommer af plattysk og betyder ”en lille rose”. Ornamentet var oprindelig også en stiliseret blomst eller et blad, men er senere udvidet til også at bestå af andre ornamenter. Røskner findes i forskellige stilarter og er gerne knyttet til en bestemt skrift. Udvalget er i dag meget stort. 
Røskner har været brugt i den løbende sats til at adskille to afsnit. Denne brug er sjælden i dag, hvor man benytter linjeskift og evt. en blank linje. En hel flade af røskner brugtes til at trykke en svagt farvet baggrund på papirer som f.eks. aktier. De kan sammensættes til at danne indramninger. Man kan have særlige røskner til hjørnerne. 
Det engelske ord for en røsken er en fleuron. 
Røskner findes i dag gerne i særlige dekorative fonte. Velkendt er Dingbats. En særlig kendt og meget benyttet røsken i dag er aldus-bladet, tegnet af eller til Aldus Manutius. Den kaldes også aldus-radisen.